# Newnham on Severn
Pour les articles homonymes, voir Newnham.
Newnham on Severn est une paroisse civile et un village du Gloucestershire, en Angleterre.